# Kategoria Superiore
Kategoria Superiore (Superliga) – najwyższa w hierarchii klasa męskich ligowych rozgrywek piłkarskich w Albanii, będąca jednocześnie najwyższym szczeblem centralnym (I poziom ligowy), utworzona w 1930 roku i od samego początku zarządzana przez Albański Związek Piłki Nożnej (FSHF). Zmagania w jej ramach toczą się cyklicznie (co sezon) i przeznaczone są dla 10 najlepszych krajowych klubów piłkarskich. Jej triumfator zostaje Mistrzem Albanii, zaś najsłabsze drużyny są relegowane do Kategoria e Parë (II ligi albańskiej).

## Historia
Mistrzostwa Albanii w piłce nożnej rozgrywane są od 1930 roku. Turniej piłkarski w 1911 roku nie został uznany za oficjalny ponieważ jeszcze nie był prowadzone przez Albański Związek Piłki Nożnej, który powstał w 1930. Rozgrywki do 1998 nosiły nazwę Kategoria e Parë (jak obecnie drugi poziom rozgrywek). W sezonie 1998/99 po raz pierwszy startowały rozgrywki Kategoria Superiore.

## System rozgrywek
Obecny format ligi zakładający rozgrywki w 4 koła obowiązuje od sezonu 2003/04.
Rozgrywki składają się z 36 kolejek spotkań rozgrywanych pomiędzy drużynami systemem kołowym. Każda para drużyn rozgrywa ze sobą cztery mecze – dwa w roli gospodarza, dwa jako goście.  Od sezonu 2014/15 w lidze występuje 10 zespołów. W przeszłości liczba ta wynosiła od 12 do 20. Drużyna zwycięska za wygrany mecz otrzymuje 3 punkty (do sezonu 1994/95 2 punkty), 1 za remis oraz 0 za porażkę.
Zajęcie pierwszego miejsca po ostatniej kolejce spotkań oznacza zdobycie tytułu Mistrzów Albanii w piłce nożnej. Mistrz Albanii kwalifikuje się do eliminacji Ligi Mistrzów UEFA. Druga oraz trzecia drużyna zdobywają możliwość gry w Lidze Europy UEFA. Również zwycięzca Pucharu Albanii startuje w eliminacjach do Ligi Europy lub, w przypadku, w którym zdobywca krajowego pucharu zajmie pierwsze miejsce w lidze – możliwość gry w eliminacjach do Ligi Europy otrzymuje również czwarta drużyna klasyfikacji końcowej. Zajęcie 2 ostatnich miejsc wiąże się ze spadkiem drużyn do Kategoria e Parë.
W przypadku zdobycia tej samej liczby punktów, klasyfikacja końcowa ustalana jest na podstawie wyniku dwumeczu pomiędzy drużynami, w następnej kolejności, w przypadku remisu – na podstawie różnicy bramek w pojedynku bezpośrednim, następnie na podstawie ogólnego bilansu bramkowego osiągniętego w sezonie, większej liczby bramek zdobytych oraz w ostateczności za pomocą losowania.

## Skład ligi w sezonie 2025/26
| Uczestnicy poprzedniej edycji | Uczestnicy poprzedniej edycji | Uczestnicy poprzedniej edycji | Uczestnicy poprzedniej edycji |
| --- | ----------------------------- | ----------------------------- | ----------------------------- |
| EGN | Egnatia Rrogozhinë            | Rrogozhina                    | 1                             |
| VLS | KF Vllaznia                   | Szkodra                       | 2                             |
| PAR | Partizani Tirana              | Tirana                        | 3                             |
| DIN | Dinamo Tirana                 | Tirana                        | 4                             |
| ELB | KS Elbasani                   | Elbasan                       | 5                             |
| TEU | Teuta Durrës                  | Durrës                        | 6                             |
| BYL | Bylis Ballsh                  | Ballsh                        | 7                             |
| po barażach |                               |                               |                               |
| TIR | KF Tirana                     | Tirana                        | 8                             |
| Spadek z Kategoria Superiore 2024/25 |                               |                               |                               |
| SKË | Skënderbeu Korcza             | Korcza                        | 9                             |
| LAÇ | KF Laçi                       | Laç                           | 10                            |
| Awans z Kategoria e Parë 2024/25 |                               |                               |                               |
| VOR | KF Vora                       | Vorë                          | 1                             |
| FLV | Flamurtari Vlora              | Wlora                         | 2                             |
| Oznaczenia: - kolumna pierwsza – skróty nazw drużyn, - kolumna trzecia – siedziba klubu, - kolumna czwarta – miejsce zajęte w poprzednim sezonie. |                               |                               |                               |

## Statystyka

### Tabela medalowa
Mistrzostwo Albanii zostało do tej pory zdobyte przez 10 różnych drużyn.
Stan po sezonie 2024/25.
| Lp. | Klub                  | Miejsca na podium | Miejsca na podium | Miejsca na podium | Zwycięskie sezony |    |    | |
| --- | --------------------- | ----------------- | ----------------- | ----------------- | --- | -- | -- | --- |
| Lp. | Klub                  | 1.                | KF Tirana         | 26                | Zwycięskie sezony | 14 | 14 | 1930, 1931, 1932, 1934, 1936, 1937, 1964/65, 1965/66, 1968, 1969/70, 1981/82, 1984/85, 1987/88, 1988/89, 1994/95, 1995/96, 1996/97, 1998/99, 1999/00, 2002/03, 2003/04, 2004/05, 2006/07, 2008/09, 2019/20, 2021/22 |
| 2.  | Dinamo Tirana         | 18                | 9                 | 12                | 1950, 1951, 1952, 1953, 1955, 1956, 1960, 1966/67, 1972/73, 1974/75, 1975/76, 1976/77, 1979/80, 1985/86, 1989/90, 2001/02, 2007/08, 2009/10 |    |    | |
| 3.  | Partizani Tirana      | 17                | 22                | 11                | 1947, 1948, 1949, 1954, 1957, 1958, 1959, 1961, 1962/63, 1963/64, 1970/71, 1978/79, 1980/81, 1986/87, 1992/93, 2018/19, 2022/23             |    |    | |
| 4.  | Vllaznia Szkodra      | 9                 | 13                | 14                | 1945, 1946, 1971/72, 1973/74, 1977/78, 1982/83, 1991/92, 1997/98, 2000/01                                                                   |    |    | |
| 5.  | Skënderbeu Korcza     | 8                 | 3                 | 4                 | 1933, 2010/11, 2011/12, 2012/13, 2013/14, 2014/15, 2015/16, 2017/18                                                                         |    |    | |
| 6.  | Teuta Durrës          | 2                 | 6                 | 6                 | 1993/94, 2020/21 |    |    | |
| 7.  | KS Elbasan            | 2                 | 1                 | 1                 | 1983/84, 2005/06 |    |    | |
| 8.  | Egnatia Rrogozhinë    | 2                 | 0                 | 1                 | 2023/24, 2024/25 |    |    | |
| 9.  | Flamurtari Wlora      | 1                 | 7                 | 3                 | 1990/91 |    |    | |
| 10. | FK Kukës              | 1                 | 6                 | 1                 | 2016/17 |    |    | |
| 11. | Besa Kavaja           | 0                 | 2                 | 10                | |    |    | |
| 12. | KF Laçi               | 0                 | 1                 | 2                 | |    |    | |
| 13. | Luftëtari Gjirokastra | 0                 | 1                 | 1                 | |    |    | |
| 14. | Tomori Berat          | 0                 | 1                 | 0                 | |    |    | |
| 15. | Bylis Ballsh          | 0                 | 0                 | 1                 | |    |    | |